# Domenico Poggini
 Domenico Poggini était un sculpteur italien du XVIe siècle, médailleur, qui travailla au service de Cosme Ier de Toscane.

## Biographie
Domenico Poggini est née dans une famille d’artiste, dont son père, Michele Poggini, et son frère Giampaolo Poggini. Domenico Poggini travailla pour Cosme Ier de Toscane. Il produisit des médailles commémoratives et des sculptures. Il meurt à Rome en 1590.